# Katarzyna z Podiebradów
Katarzyna z Podiebradów (ur. 11 listopada 1449 w Poděbradach, zm. 8 marca 1465) – królowa węgierska, córka króla Jerzego z Podiebradów i Kunegundy ze Šternberka.
W 1458 roku została zaręczona z Maciejem Korwinem. Ślub odbył się 1 maja 1461 roku w Budzie. Katarzyna nie miała jeszcze wówczas 12 lat i z tego powodu dopełnienie małżeństwa nastąpiło dopiero w 1463 roku. Niedługo później Katarzyna zmarła w wyniku porodu (dziecko również urodziło się martwe). 

## Literatura
- Stefan Głogowski, Genealogia Podiebradów, Gliwice 1997 ISBN 83-905035-2-2 s. 28-30.